# Bi-a tại Đại hội Thể thao Đông Nam Á 2023
Bi-a tại Đại hội Thể thao Đông Nam Á 2023 được tổ chức từ ngày 7 đến 14 tháng 5 năm 2023 tại Phnôm Pênh, Campuchia.

## Nội dung thi đấu
Cuộc thi Thể thao Bida sẽ bao gồm mười (10) nội dung trong đó có tám (08) nội dung dành cho nam và hai (02) nội dung dành cho nữ, cụ thể:
- Nam: Giải Đơn Pool 9 bi, Giải Đôi Pool 9 bi nam, Đơn Snooker, Đôi Snooker, Đơn Snooker 6 - Red, Đôi Snooker 6 - Red, Đơn English Billiard, Đơn Carom 3 băng

- Nữ: Đơn Carom 1 băng, Đơn Carom 3 băng

## Chương trình thi đấu
| Ngày       | Bàn    | 10:00                               | 14:00                               | 18:00                             |
| ---------- | ------ | ----------------------------------- | ----------------------------------- | --------------------------------- |
| 07 tháng 5 | S1, S2 | Đơn 6-Red Snooker - (Vòng loại) x 2 | Đơn 6-Red Snooker - (Vòng loại) x 2 | Đơn 6-Red Snooker - (Tứ kết) x 2  |
| 07 tháng 5 | S3, S4 | Đơn 6-Red Snooker - (Vòng loại) x 2 | Đơn 6-Red Snooker - (Vòng loại) x 2 | Đơn 6-Red Snooker - (Tứ kết) x 2  |
| 07 tháng 5 | P1, P2 |                                     | Đơn nam Pool 9 - (Vòng loại) x 2    | Đơn nam Pool 9 - (Vòng loại) x 2  |
| 07 tháng 5 | C1, C2 | Đơn Nữ Carom 3 băng - Tứ kết        | Đơn Nữ Carom 3 băng - Tứ kết        |                                   |
| 08 tháng 5 | S1, S2 | Đơn 6-Red Snooker - (Tứ kết) x 2    | Đơn English - (Bán kết) x 2         | Đơn 6-Red Snooker - (Bán kết) x 2 |
| 08 tháng 5 | S3, S4 | Đơn 6-Red Snooker - (Tứ kết) x 2    |                                     |                                   |
| 08 tháng 5 | P1, P2 |                                     | Đơn nam Pool 9 - (Tứ kết) x 2       | Đơn nam Pool 9 - (Tứ kết) x 2     |
| 08 tháng 5 | C1, C2 | Đơn Nữ Carom 3 băng - Bán kết       |                                     | Đơn Nữ Carom 3 băng - Chung kết   |
| 09 tháng 5 | S1, S2 | Đơn 6-Red Snooker - (Chung kết)     | Đơn English - (Chung kết)           | Đôi 6-Red Snooker - (Tứ kết) x 2  |
| 09 tháng 5 | S3, S4 |                                     |                                     | Đôi 6-Red Snooker - (Tứ kết) x 2  |
| 09 tháng 5 | P1, P2 |                                     | Đơn nam Pool 9 - (Tứ kết) x 2       | Đơn nam Pool 9 - (Tứ kết) x 2     |
| 09 tháng 5 | C1, C2 | Đơn Nam Carom 3 băng - Tứ kết       | Đơn Nam Carom 3 băng - Tứ kết       |                                   |
| 10 tháng 5 | S1, S2 | Đôi 6-Red Snooker - (Bán kết) x 2   |                                     | Đôi 6-Red Snooker - (Chung kết)   |
| 10 tháng 5 | S3, S4 |                                     |                                     |                                   |
| 10 tháng 5 | P1, P2 | Đơn nam Pool 9 - (Bán kết) x 2      |                                     | Đơn nam Pool 9 - (Chung kết)      |
| 10 tháng 5 | C1, C2 |                                     | Đơn Nam Carom 3 băng - Bán kết      |                                   |
| 11 tháng 5 | S1, S2 | Đôi Snooker - (Tứ kết) x 2          |                                     | Đôi Snooker - (Bán kết) x 2       |
| 11 tháng 5 | S3, S4 | Đôi Snooker - (Tứ kết) x 2          |                                     |                                   |
| 11 tháng 5 | P1, P2 |                                     |                                     |                                   |
| 11 tháng 5 | C1, C2 |                                     | Đơn Nam Carom 3 băng - Chung kết    |                                   |
| 12 tháng 5 | S1, S2 | Đôi Snooker - (Chung kết)           |                                     | Đơn Snooker - (Tứ kết)x 2         |
| 12 tháng 5 | S3, S4 |                                     |                                     | Đơn Snooker - (Tứ kết)x 2         |
| 12 tháng 5 | P1, P2 |                                     | Đôi nam Pool 9 - (Tứ kết) x 2       | Đơn nam Pool 9 - (Tứ kết) x 2     |
| 12 tháng 5 | C1, C2 | Đơn Nữ Carom 1 băng - Tứ kết        | Đơn Nữ Carom 1 băng - Tứ kết        |                                   |
| 13 tháng 5 | S1, S2 | Đơn Snooker - (Tứ kết)x 2           |                                     | Đơn Snooker - (Tứ kết)x 2         |
| 13 tháng 5 | S3, S4 | Đơn Snooker - (Tứ kết)x 2           |                                     | Đơn Snooker - (Tứ kết)x 2         |
| 13 tháng 5 | P1, P2 |                                     |                                     | Đơn nam Pool 9 - (Bán kết) x 2    |
| 13 tháng 5 | C1, C2 | Đơn Nữ Carom 1 băng - Bán kết       |                                     | Đơn Nữ Carom 1 băng - Chung kết   |
| 14 tháng 5 | S1, S2 | Đơn Snooker - (Bán kết)x 2          |                                     | Đơn Snooker - (Chung kết)         |
| 14 tháng 5 | S3, S4 |                                     | Đơn nam Pool 9 - (Chung kết)        |                                   |
| 14 tháng 5 | P1, P2 |                                     |                                     |                                   |
| 14 tháng 5 | C1, C2 |                                     |                                     |                                   |

## Bảng huy chương
| Hạng               | Đoàn               | Vàng | Bạc | Đồng | Tổng số |
| ------------------ | ------------------ | ---- | --- | ---- | ------- |
| 1                  | Myanmar            | 3    | 0   | 2    | 5       |
| 2                  | Việt Nam           | 2    | 3   | 3    | 8       |
| 3                  | Malaysia           | 2    | 2   | 2    | 6       |
| 4                  | Campuchia          | 2    | 0   | 4    | 6       |
| 5                  | Thái Lan           | 1    | 1   | 6    | 8       |
| 6                  | Singapore          | 0    | 2   | 0    | 2       |
| 6                  | Lào                | 0    | 2   | 0    | 2       |
| 8                  | Philippines        | 0    | 0   | 2    | 2       |
| 9                  | Indonesia          | 0    | 0   | 1    | 1       |
| Tổng số (9 đơn vị) | Tổng số (9 đơn vị) | 10   | 10  | 20   | 40      |

## Bảng tổng sắp huy chương

### Carom
| Nội dung         | Vàng                            | Bạc                             | Đồng                              |
| ---------------- | ------------------------------- | ------------------------------- | --------------------------------- |
| Carom 3 băng nam | Nguyễn Trần Thanh Tự · Việt Nam | Nguyễn Đức Anh Chiến · Việt Nam | Francisco Dela Cruz · Philippines |
| Carom 3 băng nam | Nguyễn Trần Thanh Tự · Việt Nam | Nguyễn Đức Anh Chiến · Việt Nam | Woo Donghoon · Campuchia          |
| Carom 1 băng nữ  | Lê Thị Ngọc Huệ · Việt Nam      | Phùng Kiện Tường · Việt Nam     | Sruong Pheavy · Campuchia         |
| Carom 1 băng nữ  | Lê Thị Ngọc Huệ · Việt Nam      | Phùng Kiện Tường · Việt Nam     | Panchaya Channoi · Thái Lan       |
| Carom 3 băng nữ  | Sruong Pheavy · Campuchia       | Nguyễn Hoàng Yến Nhi · Việt Nam | Phùng Kiện Tường · Việt Nam       |
| Carom 3 băng nữ  | Sruong Pheavy · Campuchia       | Nguyễn Hoàng Yến Nhi · Việt Nam | Santhinee Jaisuekul · Thái Lan    |

### Pool
| Nội dung          | Vàng                                       | Bạc                                           | Đồng                                          |
| ----------------- | ------------------------------------------ | --------------------------------------------- | --------------------------------------------- |
| Pool 9 bi đơn nam | Phone Myint Kyaw · Myanmar                 | Aloysius Yapp · Singapore                     | Tạ Văn Linh · Việt Nam                        |
| Pool 9 bi đơn nam | Phone Myint Kyaw · Myanmar                 | Aloysius Yapp · Singapore                     | Nguyễn Anh Tuấn · Việt Nam                    |
| Pool 9 bi đôi nam | Myanmar · Phone Myint Kyaw · Thaw Zin Htet | Malaysia · Darryl Chia · Muhammad Almie Yakup | Thái Lan · Preecha Boonmoung · Sompol Saetang |
| Pool 9 bi đôi nam | Myanmar · Phone Myint Kyaw · Thaw Zin Htet | Malaysia · Darryl Chia · Muhammad Almie Yakup | Philippines · Carlo Biado · Johann Chua       |

### Snooker
| Nội dung              | Vàng                                                      | Bạc                                            | Đồng                                                   |
| --------------------- | --------------------------------------------------------- | ---------------------------------------------- | ------------------------------------------------------ |
| Billiard Anh đơn nam  | Pauk Sa · Myanmar                                         | Peter Gilchrist · Singapore                    | Praprut Chaithanasakun · Thái Lan                      |
| Billiard Anh đơn nam  | Pauk Sa · Myanmar                                         | Peter Gilchrist · Singapore                    | Yuttapop Pakpoj · Thái Lan                             |
| Snooker đơn nam       | Thor Chuan Leong · Malaysia                               | Sunny Akani · Thái Lan                         | Lim Kok Leong · Malaysia                               |
| Snooker đơn nam       | Thor Chuan Leong · Malaysia                               | Sunny Akani · Thái Lan                         | Men Sophanith · Campuchia                              |
| Snooker đôi nam       | Campuchia · Men Sophanith · Suon Chhay                    | Malaysia · Lim Kok Leong · Moh Keen Hoo        | Indonesia · Gebby Adi Wibawa Putra · Dhendy Khristanto |
| Snooker đôi nam       | Campuchia · Men Sophanith · Suon Chhay                    | Malaysia · Lim Kok Leong · Moh Keen Hoo        | Myanmar · Nay Min Tun · Phone Myint Kyaw               |
| Snooker 6-red đơn nam | Moh Keen Hoo · Malaysia                                   | Siththideth Sakbieng · Lào                     | Poramin Danjirakul · Thái Lan                          |
| Snooker 6-red đơn nam | Moh Keen Hoo · Malaysia                                   | Siththideth Sakbieng · Lào                     | Hein Lwin Moe · Myanmar                                |
| Snooker 6-red đôi nam | Thái Lan · Kritsanut Lertsattayathorn · Wattana Pu-Ob-Orm | Lào · Siththideth Sakbieng · Suriya Minalavong | Campuchia · Suon Chhay · Thay Tech Hok                 |
| Snooker 6-red đôi nam | Thái Lan · Kritsanut Lertsattayathorn · Wattana Pu-Ob-Orm | Lào · Siththideth Sakbieng · Suriya Minalavong | Malaysia · Lim Kok Leong · Moh Keen Hoo                |